# Северный морской котик
Северный морской котик, или морской кот (лат. Callorhinus ursinus), — млекопитающее из парвотряда ластоногих отряда хищных, принадлежит семейству ушастых тюленей.

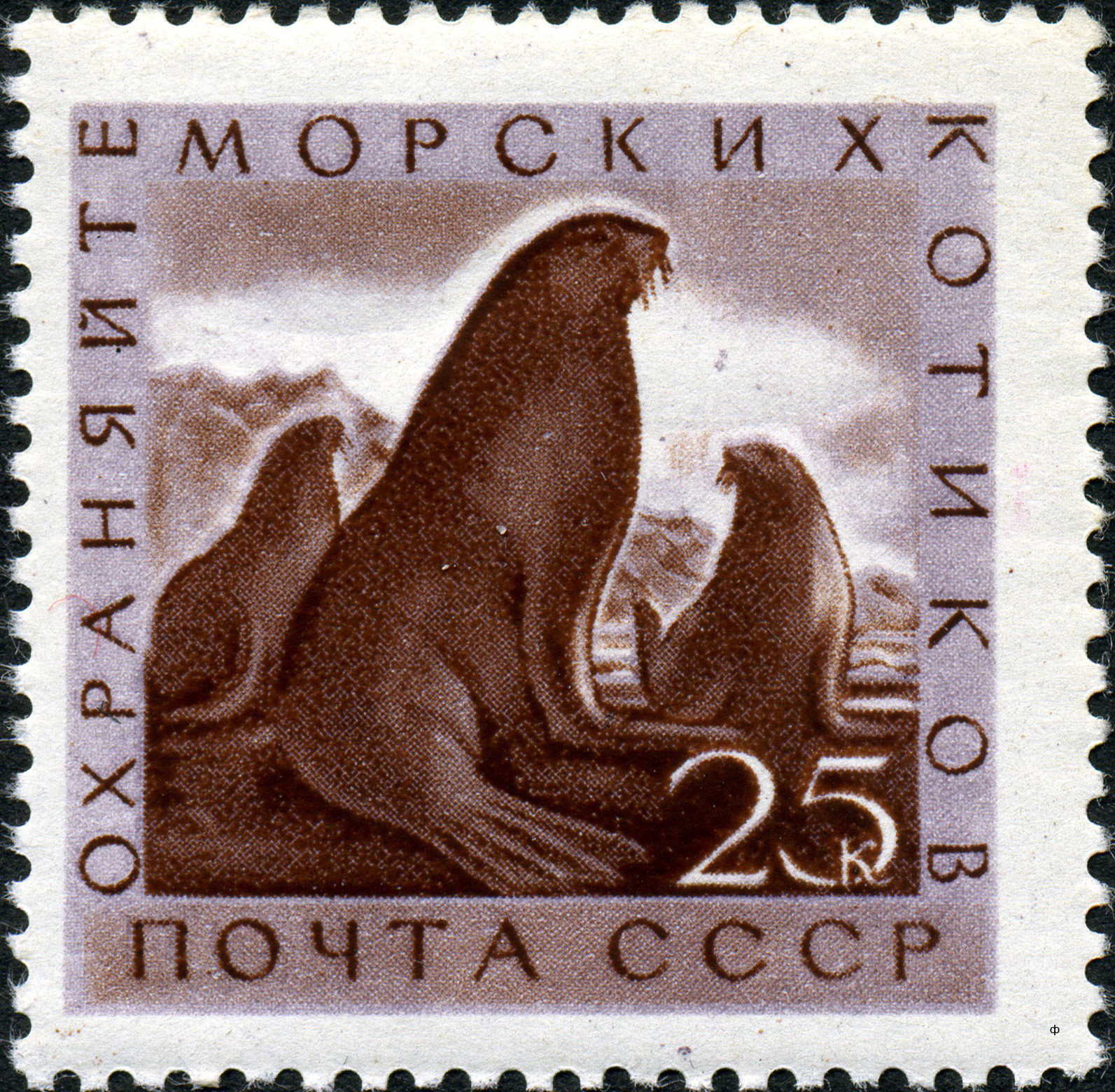
Почтовая марка СССР, 1960 год

Этот вид был описан Карлом Линнеем на основании детальных сведений, представленных Георгом Стеллером, впервые встретившим этот вид на острове Беринга в 1742 году.

## Внешний вид

### Размеры тела
Наряду со своим ближайшим соседом — сивучем, с которым этот вид тюленей делит большинство лежбищ, морские котики — животные с ярко проявленным половым диморфизмом: размеры самцов превышают размеры самок. Максимальная длина тела самцов доходит до 2,2 метров, а максимальный вес до 320 кг. В то время как максимальный вес самок составляет около 70 кг при длине тела не более 1,4 метра.

### Шерсть

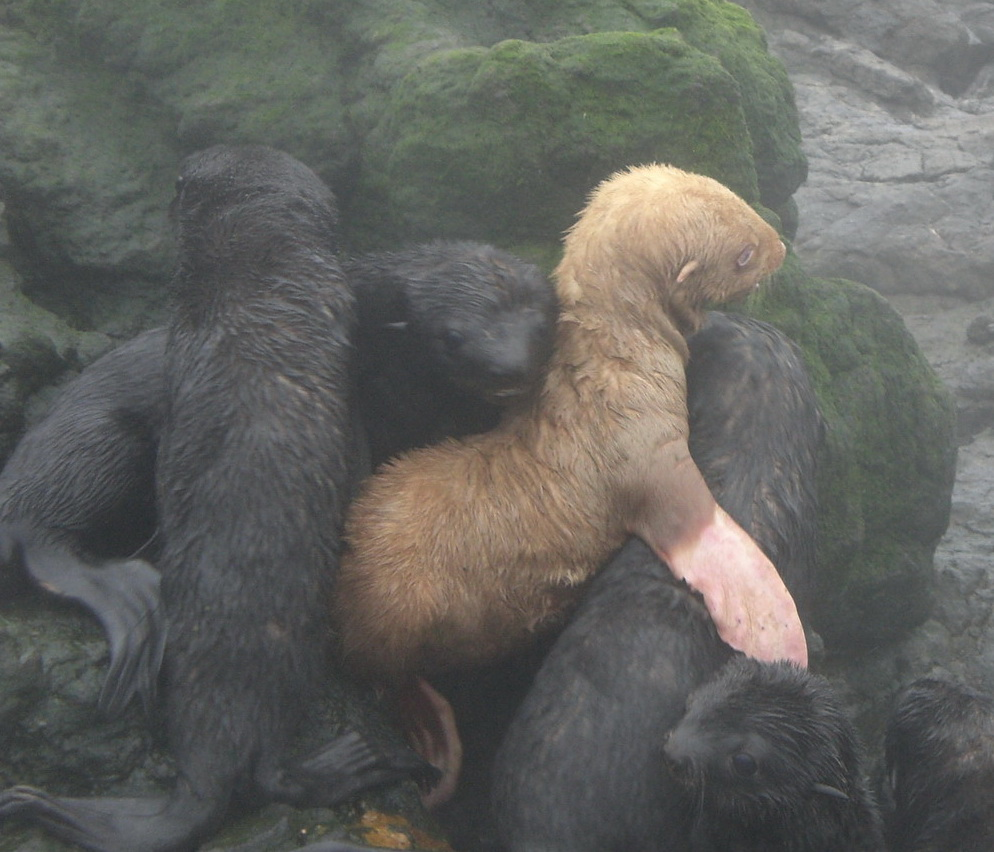
Щенок-альбинос северного морского котика

Огромное значение для этих тюленей имеет мех, с хорошо развитым подшёрстком (в отличие от сивучей, у которых мех более редкий, и у которых основную термоизоляционную функцию берёт на себя жир). Цвет остевых волос резко отличается от цвета подпуши, но подпушь почти полностью скрывается под остевыми волосами. Окраска шерсти различается у животных разного возраста и пола. Новорождённые имеют однотонный тёмный окрас, довольно редко рождаются альбиносы и хромисты, но эти случаи довольно редки, и на сто тысяч новорождённых приходится один с изменённым окрасом. Поскольку альбинизм связан с проявлением рецессивных генов, такие щенки имеют и другие изменения и они, в частности, практически слепы. Вероятно, такие животные нежизнеспособны, поскольку не было зафиксировано ни одной встречи взрослого альбиноса. После первой линьки (в возрасте 3—4 месяцев) общий цветовой фон меха котиков приобретает серую тональность. Из-за этого меха на этих животных в своё время и вёлся промысел. В последующем мех этих животных изменяется различно у самцов и самок. Во взрослом состоянии самцы котика имеют более тёмную окраску, с возрастом в шерсти самцов появляется больше светлых (седых) волос. Самки сохраняют серебристые оттенки шерсти, но с возрастом их мех немного желтеет.

### Особенности строения тела в связи с обитанием в водной среде
Мех морских котиков выполняет ряд важных функций, он обеспечивает термоизоляцию (в подшёрстке задерживается воздух) и берёт на себя гидродинамическую функцию. Подкожный жир у них накапливается в относительно небольших количествах, что даёт им возможность погружаться глубоко.

## Особенности биологии

### Отношения с сушей
Северные морские котики большую часть времени ведут пелагический образ жизни, широко мигрируют от традиционных мест размножения. Репродуктивный, или так называемый лежбищный, период у котиков относительно короткий и продолжается 3—5 месяцев. Обычно начиная с августа репродуктивная структура лежбищ разрушается и животные уходят в море, где в течение зимы кормятся. Этот морской, или номадный, период ещё называют нагульным.
Некоторые авторы проводят более детальное деление годового цикла:
- Зимний период (с декабря по апрель): на лежбище присутствует только небольшое число самцов разных возрастов, залёжка не структурирована.
- Предгаремный (май — I декада июня): на лежбище выходят секачи, причём в первой половине мая их поведение в целом пассивно-территориальное, но к концу мая ими формируется жёсткая сеть индивидуальных участков; в это же время приходят из моря старшие холостяки.
- Репродуктивный (гаремный) период (II декада июня — III декада июля): происходит массовый привал беременных самок, образование жёсткой гаремной структуры лежбища, куда секачи допускают лишь самок и щенков этого года рождения. В это время появляется 98 % приплода, происходит оплодотворение большинства самок. Этот период делится на 3 стадии: начальную (11—20 июня), основную (21 июня—25 июля) и завершающую (26—31 июля), на которой происходит развал гаремного сообщества.
- Пострепродуктивный (август): на бывшую гаремную залёжку начинают проникать полусекачи и холостяки, а молодые секачи (7—8-летки) и даже полусекачи занимают собственные участки. Старшие секачи из-за снижения гормонального фона и истощения теряют половую мотивацию и сходят в воду. Молодые самцы (5—6-летние полусекачи) демонстрируют «квазитерриториальное» поведение, пытаясь охранять свои участки, как это делают матёрые секачи, но без кровавых драк и укусов. На лежбище выходят годовалые особи обоих полов, а также выходят и спариваются молодые самки, впервые приступающие к размножению. Щенки учатся плавать на мелководье. В конце августа начинается массовая линька у всех особей.
- Осенний (сентябрь-ноябрь): у всех групп котиков продолжается и заканчивается массовая линька, самки прекращают кормить щенков (лактация длится около 4 месяцев). Наблюдается такое явление как «ложный гон», когда у самок и самцов возникает повторное половое возбуждение, они снова организуют гаремы, и их поведение соответствует репродуктивному (например, «квазитерриториальность» секачей), но спариваний уже не происходит[2][6]. Осенью начинается постепенный отвал животных на зимовку в южные районы ареала: первыми щенки и самки, затем холостяки и секачи.

### Межвидовая конкуренция

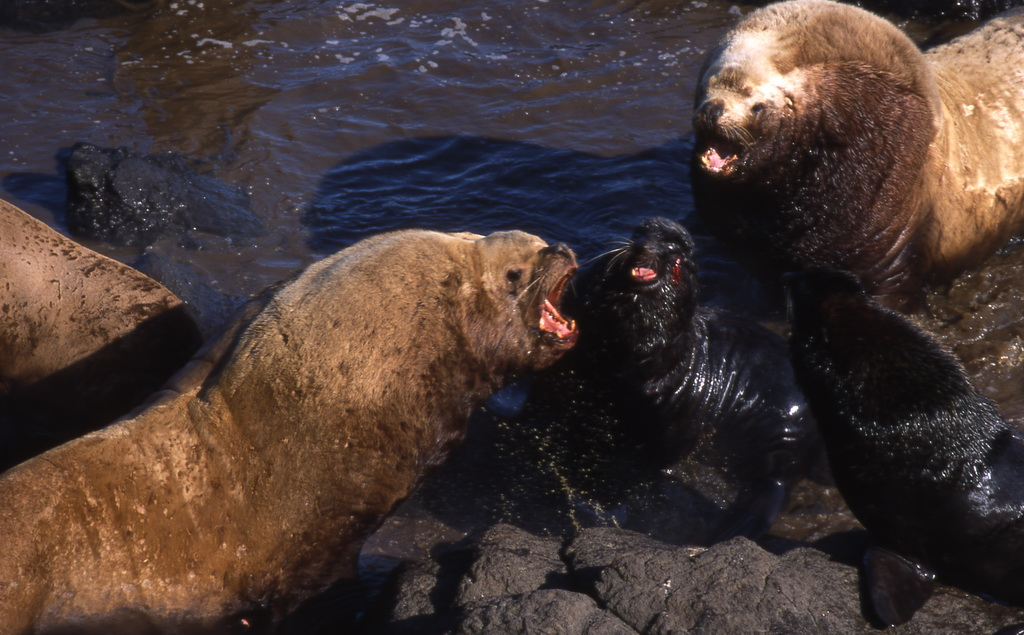
Территориальный конфликт между сивучами и морскими котиками

Северный морской котик делит большинство лежбищ со своим сородичем — сивучем. Из-за очень сходной системы организации размножения между этими видами возникает конкуренция за пространство. Тем не менее, острой конкуренции между этими видами не наблюдается. Для этого существует несколько объяснений. Во-первых, начало размножения сивучей и северных морских котиков сдвинуто во времени, первые роды у сивучей проходят на 15—20 дней раньше, и поэтому на пике репродуктивной активности котиков сезон размножения сивучей уже практически завершён и, соответственно, снижена мотивация для конкурентных отношений между самцами. Но в начале размножения котиков можно наблюдать серьёзные межвидовые конфликты. Принимая во внимание то, что разница в размерах сивучей и северных морских котиков существенна, то становится понятным, что победителями в прямых контактах всегда будут оказываться сивучи. С другой стороны подвижность самцов морских котиков во много раз превосходит подвижность самцов сивучей, и зачастую можно наблюдать, как самец котика постоянно отступает и ходит кругами, постепенно выматывая своего конкурента — секача сивуча. Как правило, самцам сивуча очень скоро надоедает такая игра. Основной причиной этому служит то, что к этому времени секач сивуча уже месяц провёл на суше без еды. Вторая немаловажная причина — это количество животных, на одного секача сивуча может приходиться до 4—5 самцов котика. Выдержать такой напор сивуч оказывается просто не в силах и смиряется с присутствием котиков на своей территории. Но также надо иметь в виду, что внутривидовая конкуренция оказывается во много раз острее, чем межвидовая.

### Размножение
Половая зрелость наступает у самцов в возрасте 3—4 лет, однако способными для участия в размножении самцы становятся на 7—8 год жизни. А наиболее успешно размножаются самцы в возрасте 9—11 лет, благодаря наилучшему физическому и физиологическому развитию, которого они достигают к этому возрасту. Для размножения котики, как и все представители семейства ушастых тюленей, выходят на сушу и формируют так называемые береговые лежбища. Массовый выход самцов на лежбище и установление территорий происходит в конце мая — начале июня. В это время между самцами протекают ожесточённые территориальные конфликты, которые нередко приносят увечья. По мере наполнения лежбища территориальные конфликты приобретают более ритуализованные формы между соседями, направленные на подтверждение установленных границ. В начале-середине июня на лежбища начинают подходить самки. Как правило, самки рожают щенков в первые дни после выхода на лежбище.

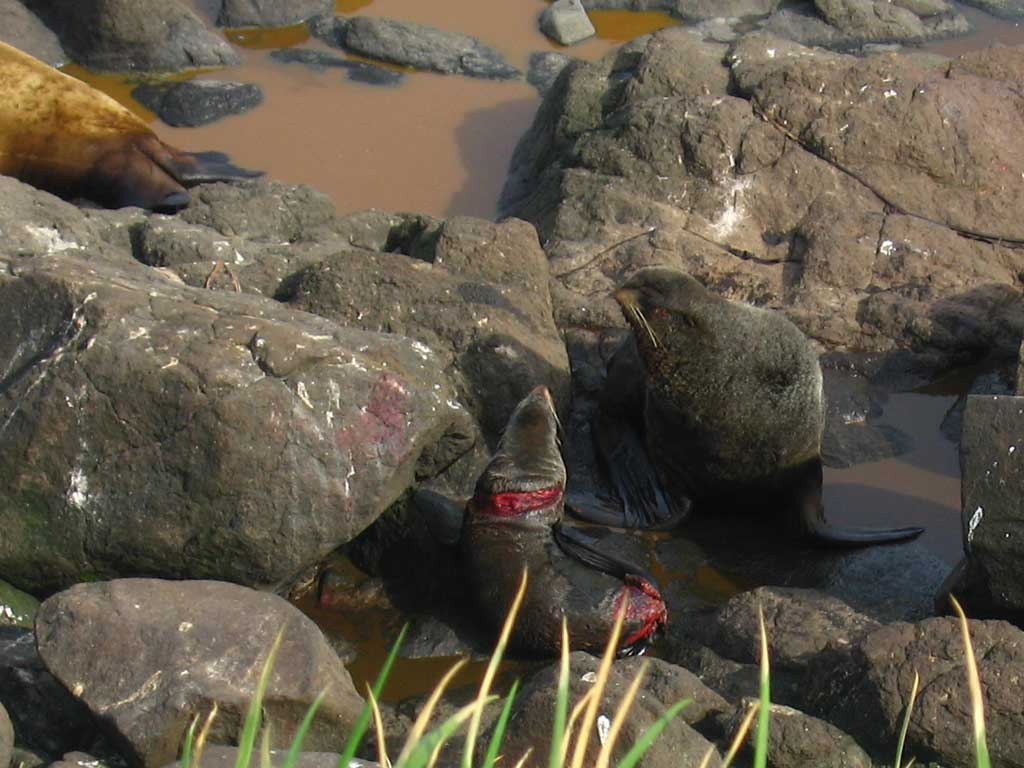
Самка с порванной шкурой, после воровства из соседнего гарема. Лежбище на Скалах Ловушки

Система размножения котиков построена по типу полигинии, и на территории каждого самца формируются гаремы. В отличие от сивучей, котики часто насильно удерживают самок на своей территории, особенно в случаях обособленных гаремов. Нередко самцы воруют самок у соседей. Это довольно болезненный процесс, поскольку самцы хватают самок за загривок, ласты или бока и, как правило, «хозяин» гарема часто замечает вора и пытается удержать самку, перетягивая её обратно. Если представить себе существенную разницу в размерах самок и самцов, то понятно, что происходящее часто заканчивается серьёзными травмами для самок и иногда приводит к смерти.

### Забота о потомстве
Продолжительность выкармливания самками щенков непродолжительна и ограничена несколькими месяцами, максимально до 4—5, а в среднем 3—4 месяца. Во время молочного выкармливания самки периодически покидают лежбище и уходят в море для собственного питания. За весь период самки кормят щенков 10—12 раз (здесь под кормлением подразумевается продолжительность периода, когда самка остается неотлучно со щенком на лежбище в течение нескольких дней).

### Характеристика питания
Северные морские котики питаются рыбой и головоногими моллюсками.

## Использование человеком
Лежбища северных морских котиков были впервые описаны в 1741 году на Командорских островах экспедицией Витуса Беринга. Натуралист Георг Стеллер в своих дневниках писал про «бесчисленные стада котов», чья численность в то время была огромна (Golder, 1925). С тех пор туда, а также на другие острова северной Пацифики, устремились охотники за «пушным золотом» и лежбища многократно приходили в упадок в результате бесконтрольного промысла и восстанавливались заново. В 1957 году была принята конвенция по сохранению котиков северной части Тихого океана. В последние десятилетия промысел котиков сильно уменьшился, а на некоторых островах, в том числе в 1995 году на острове Медном, был полностью прекращён из-за экономической нерентабельности (Стус, 2004). На острове Тюлений промысел морского котика прекращён уже на протяжении 5 лет. Но ежегодно сюда прибывают бригады звероловов, чтобы отловить зверей по заказам российских дельфинариев и океанариумов — обычно от 20 до 40 особей. До сих пор промысел в России в небольшом объёме ведётся на острове Беринга.

## Современное состояние популяции
По состоянию на 2014 год численность оценивается в 1,29 млн особей.